# Sulphur, Louisiana
Sulphur (franska: Soufre) är en stad i Calcasieu Parish i den amerikanska delstaten Louisiana med en yta av 26,3 km² och en folkmängd, som uppgår till 20 272 invånare (2016).